# Hoàng Tử Xương
Hoàng Tử Xương (sinh ngày 4 tháng 4 năm 1997) là một cầu thủ bóng đá người Trung Quốc hiện tại thi đấu cho Giang Tô Tô Ninh tại Giải bóng đá Ngoại hạng Trung Quốc.

## Sự nghiệp câu lạc bộ
Năm 2016, Hoàng Tử Xương bắt đầu sự nghiệp bóng đá khi anh ký hợp đồng chuyên nghiệp đầu tiên với đội bóng Giải bóng đá Ngoại hạng Trung Quốc Giang Tô Tô Ninh. Anh được huấn luyện viên Choi Yong-soo đôn lên đội một trong mùa giải 2017. Ngày 4 tháng 3 năm 2018, anh có trận đấu ra mắt và ghi bàn thắng đầu tiên cho câu lạc bộ trong chuyến làm khách thắng 3-1 trước Quý Châu Hằng Phong. Ngày 6 tháng 4 năm 2018, anh ghi bàn thắng thứ hai trong lần thứ năm ra sân trong chuyến làm khách thắng 2-0 trước Quảng Châu Phú Lực. Ngày 22 tháng 4 năm 2018, anh ghi bàn thắng thứ ba trong chiến thắng 5-1 trên sân nhà trước Thượng Hải Thân Hoa. Ngày 14 tháng 2 năm 2019, anh gia hạn hợp đồng với câu lạc bộ cho đến hết mùa giải 2024.

## Sự nghiệp quốc tế
Ngày 26 tháng 5 năm 2018, Hoàng Tử Xương có trận đấu ra mắt cho đội tuyển quốc gia Trung Quốc trong chiến thắng 1-0 trước Myanmar.

## Thống kê sự nghiệp

### Câu lạc bộ
Tính đến 7 tháng 11 năm 2018 
| Thành tích câu lạc bộ | Thành tích câu lạc bộ | Thành tích câu lạc bộ              | Giải đấu | Giải đấu  | Cúp     | Cúp       | Cúp Liên đoàn | Cúp Liên đoàn | Châu lục | Châu lục  | Tổng cộng | Tổng cộng |
| Mùa giải              | Câu lạc bộ            | Giải đấu                           | Số trận  | Bàn thắng | Số trận | Bàn thắng | Số trận       | Bàn thắng     | Số trận  | Bàn thắng | Số trận   | Bàn thắng |
| Trung Quốc            | Trung Quốc            | Trung Quốc                         | Giải đấu | Giải đấu  | Cúp FA  | Cúp FA    | Cúp CSL       | Cúp CSL       | Châu Á   | Châu Á    | Tổng cộng | Tổng cộng |
| --------------------- | --------------------- | ---------------------------------- | -------- | --------- | ------- | --------- | ------------- | ------------- | -------- | --------- | --------- | --------- |
| 2017                  | Giang Tô Tô Ninh      | Giải bóng đá Ngoại hạng Trung Quốc | 0        | 0         | 0       | 0         | -             | -             | -        | -         | 0         | 0         |
| 2018                  | Giang Tô Tô Ninh      | Giải bóng đá Ngoại hạng Trung Quốc | 19       | 5         | 3       | 0         | -             | -             | -        | -         | 22        | 5         |
| 2019                  | Giang Tô Tô Ninh      | Giải bóng đá Ngoại hạng Trung Quốc | 0        | 0         | 0       | 0         | -             | -             | -        | -         | 0         | 0         |
| Tổng cộng             | Tổng cộng             | Tổng cộng                          | 19       | 5         | 3       | 0         | 0             | 0             | 0        | 0         | 22        | 5         |

### Quốc tế
| Đội tuyển quốc gia | Đội tuyển quốc gia | Đội tuyển quốc gia |
| Năm                | Số trận            | Bàn thắng          |
| ------------------ | ------------------ | ------------------ |
| 2018               | 2                  | 0                  |
| Tổng cộng          | 2                  | 0                  |

## Danh hiệu

### Cá nhân
- Cầu thủ trẻ xuất sắc nhất năm của Hiệp hội bóng đá Trung Quốc: 2018